# Helianthus inexpectatus
Helianthus inexpectatus — вид квіткових рослин з родини айстрових (Asteraceae).

## Біоморфологічна характеристика
Багаторічна трав'яниста рослина заввишки 15–50 дм з короткого кореневища з товстим дерев'янистим корінням. Стебел багато від основи, прямовисні чи дугасті голі чи майже так. Листки чергові або супротивні, добре розташовані вздовж стебла, дистальні менші; черешки 0–3 см завдовжки, вузькокрилаті; лопаті 10–20 см завдовжки, вершини гострі або загострені, краї цілісні або неглибоко зубчасті, обидві сторони шорсткі чи короткого-щетинисті, абаксіально всіяні сидячими смоляними залозами. Головки 1–7+у відкритих скупченнях на кінчиках основних стебел або гілок. Променеві квітки 12–21; пластинки 2–3 см завдовжки, золотисто-жовті. Дискових суцвіть багато, віночки довжиною 5–6 мм, частки жовті; пильовики темно-коричневі. Сім'янки довжиною 3–3.8 мм; папусових лусочок 2, вузьколанцетні, 3–4 мм завдовжки. 2n=68.

## Умови зростання
США: Каліфорнія (округ Лос-Анджелес).

## Етимологія
Видовий епітет відноситься до несподіваного відкриття цього нового виду, його несподіваного статусу атетраплоїда та його несподіваної явної відсутності тісного спорідненості з H. californicus.